# Disruptor Records
Disruptor Records é uma gravadora americana fundado por Adam Alpert em setembro de 2014, como um joint venture com a Sony Music Entertainment. A gravadora já vendeu mais de 15 milhões de singles em todo o mundo até 2016.

## História
Alpert fundou a gravadora em 2014, ao lado do grupo musical, The Chainsmokers, a quem ele também ajudou a formar, apresentando os membros, Drew Taggart e Alex Pall em 2012.
O produtor Vanic, com sede em Vancouver, assinou com a gravadora em 2016. A Lost Kings assinou com a gravadora em outubro do mesmo ano. The Chainsmokers lançaram várias canções com a gravadora, como "Closer", "Paris" e "Something Just Like This".
Alpert disse: "Nós nos preocupamos com a carreira do artista como um todo e não apenas sobre as canções. Essa foi a base sobre a qual a Disruptor foi construído." Em 2014, ele assinou um empreendimento conjunto com o diretor executivo da Sony Music Entertainment Doug Morris, que foi substituído por Rob Stringer e lançou a Disruptor Records, Disruptor Management e a Selector Songs. O nome "Disruptor" como descrito por Alpert, trata de "agitar as coisas". A gravadora se concentraria no desenvolvimento a longo prazo de artistas através da comunicação entre os próprios artistas. Eles seriam gerenciados por Alpert e as suas músicas seriam lançadas através da Sony.
Heroless, um produtor que remixou a canção de Vanic "Too Soon" assinou com a gravadora em 2017.

## Artistas
- The Chainsmokers[14][15]
- Heroless[13]
- Life of Dillon[4]
- Lost Kings[16]
- Jocelyn Alice[4]
- Vanic[6]
- XYLØ[4]
- Bad Bunny
- Young Bombs
- Dove Cameron
- Christian French
- Vanic
- Gia Woods